# Полднево
По́лднево (рос. Полднево) — село у складі Бердюзького району Тюменської області, Росія.
Населення — 24 особи (2010, 48 у 2002).
Національний склад станом на 2002 рік:
- росіяни — 94 %